# موریتس واگنر (بازیکن بسکتبال)
موریتیس واگنر (زاده ۲۶ آوریل ۱۹۹۷) یک بازیکن بسکتبال اهل آلمان است.